# Grazbach (Raab)
Der Grazbach  ist ein Bach im Bezirk Südoststeiermark in der Oststeiermark, Österreich, von Riegersburg nach Südosten zur Raab.

## Geografische Lage
Der Grazbach entspringt auf dem Gebiet der Gemeinde Riegersburg. Der Bach verläuft von der Gemeinde Riegersburg, durch die ehemalige Gemeinde Hatzendorf und mündet bei Schiefer in die Raab. 
2009 hat der Bach bei einem Hochwasser Hatzendorf überschwemmt, bei dem 70 Personen evakuiert wurden.